# Radiotelevizijski odašiljač Ivanščica
46°10′57″N 16°07′36″E / 46.182525°N 16.1267°E
Radiotelevizijski odašiljač Ivanščica je odašiljački objekt OiV-a kojeg isti koriste za odašiljanje radijskih i televizijskih signala. Odašiljač je smješten na planini Ivanščici iznad mjesta Ivanca u Varaždinskoj županiji na nadmorskoj visini od 1047 m. Sam odašiljač je visok 55 m.

## Emitirani programi
Radiotelevizijski odašiljač Ivanščica emitira tri radio stanice Hrvatskog radija na FM području, te pet digitalnih multipleksa digitalne zemaljske televizije na UHF području.
| Frekvencija (MHz) | Program                     | RDS PS   | RDS PI | ERP (kW) | Dijagram zračenja kružno (ND) usmjereno (D) | Polarizacija <smallvodoravna (H) okomita (V) |
| ----------------- | --------------------------- | -------- | ------ | -------- | ------------------------------------------- | -------------------------------------------- |
| 96,1              | Hrvatski radio - 3. program | HRT-HR_3 | C203   | 15       | D (25°)                                     | H/V                                          |
| 102,4             | Hrvatski radio - 1. program | HRT-HR_1 | C201   | 15       | D (45°)                                     | H/V                                          |
| 106,4             | Hrvatski radio - 2. program | HRT-HR_2 | C202   | 15       | D (45°)                                     | H/V                                          |

### DVB-T2
|  | Kodirani programi sustavom Irdeto (EVOtv) |

| UHF kanal | Frekvencija (MHz) | Multipleks | Programi u multipleksu | ERP (kW) | Dijagram zračenja kružno (ND) usmjereno (D) | Polarizacija horizontalna (H) vertikalna (V) | Modulacija         | FEC | Zaštitni interval | Bitrate (MBit/s) |
| --------- | ----------------- | ---------- | --- | -------- | ------------------------------------------- | -------------------------------------------- | ------------------ | --- | ----------------- | ---------------- |
| 25        | 506               | MUX M1     | - HTV1 HD - HTV2 HD - RTL HD - NOVA TV HD - HTV3 HD - HTV4 HD - RTL 2 HD - Doma TV HD | 30       | D (50°-0°) (gušenje 10°-40°/4,8 dB)         | V                                            | 64-QAM (32K OFDM)  | 2/3 | 19/256            | 27,30            |
| 28        | 530               | EVOtv      | - EVOtv info - PickboxTV - Al Jazeera Balkans - CNN - National Geographic - NatGeo Wild - Viasat Explore - Viasat History - Epic Drama - Doku TV HD - Viasat Nature HD - HBO HD - HBO2 HD - HBO3 HD - Cinemax - Cinemax 2 - Klasik - TV1000 - MGTV - RTL Living - Kino TV - CineStar TV1 - FOX - FOX Life - M1 FILM - M1 GOLD                                                                                                   | 15       | D (110°-310°)                               | V                                            | 256-QAM            | 2/3 | 19/256            | 36,52            |
| 34        | 578               | MUX M2     | - Sportska televizija HD - RTL KOCKICA HD - CMC HD - VTV VARAZDIN HD | 30       | D (290°-130°) (gušenje 160°-260°/15 dB)     | V                                            | 256-QAM (32K OFDM) | 2/3 | 19/256            | 36,52            |
| 34        | 578               | MUX M2     | - MAXSport 1 - Arenasport 7 - Arenasport 8 - Arenasport 9 - Arenasport 10 - VividRed | 30       | D (290°-130°) (gušenje 160°-260°/15 dB)     | V                                            | 256-QAM (32K OFDM) | 2/3 | 19/256            | 36,52            |
| 48        | 690               | EVOtv      | - Da Vinci - Laudato TV - CineStar TV2 - CineStar TV Comedy - CineStar TV Action and Thriller - CineStar TV Fantasy - Fox Crime - Fox Movies - Nicktoons - Toon kids - Baby TV - Disney Channel - Disney Junior - Nickelodeon - Nick Jr. - Arenasport 1 - Arenasport 2 - Arenasport 3 - Arenasport 4 - Arenasport 5 - Arenasport 6 - 24Kitchen - MTV - MTV 00s - DM Sat - Jugoton - RTL Crime - RTL Adria - RTL Passion - Vivid | 15       | D (110°-310°)                               | V                                            | 256-QAM            | 2/3 | 19/256            | 36,52            |